# Голуболицая олуша
Голуболи́цая о́луша (лат. Sula dactylatra) — птица из семейства олушевых, обитающая в тропических морях.

## Описание
Голуболицая олуша — это белая птица с чёрными краями крыльев, чёрным хвостом и темной маской на лице. Самка и самец отличаются тем, что клюв у самца жёлтый, а у самки зеленовато-жёлтый. У молодых птиц голова и нижняя сторона коричневатые, а тело и шея окрашены в белый цвет. Длина тела голуболицой олуши составляет от 75 до 85 см, размах крыльев — от 160 до 170 см, вес — от 1,2 до 2,2 кг. Самый крупный вид рода Sula. В то время как в море птица тихая, в гнездовой колонии у неё резкий, свистящий крик приветствия.
Полёт голуболицей олуши характеризуется сильными, равномерными взмахами крыльев, постоянно переходящий в фазу скольжения. Обычно птицы летают на высоте более 7 м, полёт быстрый и может достигать скорости до 70 км/ч.

## Распространение
Голуболицая олуша распространена на всех тропических мировых океанах. Область распространения простирается на юге до Австралии, Южной Африки и Южной Америки, на севере до Мексиканского залива и юго-востока США. Ареал вида, вероятно, привязан к области распространения летучих рыб. В Западной Европе вид встречается редко.
Международный союз орнитологов выделяет четыре подвида:
- S. d. personata гнездится в центральном и западном Тихом океане.
- S. d. dactylatra гнездится в Карибском море и на нескольких атлантических островах, таких как остров Вознесения и Тобаго.
- S. d. melanops гнездится в западном Индийском океане
- S. d. tasmani (синонимы: Sula tasmani, Sula dactylatra fullagari) гнездится на острове Лорд-Хау и островах Кермадек.

Гнездовые колонии птиц расположены на тропических островах, атоллах, обычно находящихся далеко от побережья материка. Самая южная популяция обитает на острове Лорд-Хау.

## Поведение
Голуболицая олуша отличный водолаз, который с высокой скоростью погружается в воду. Она питается преимущественно маленькими рыбами, включая летучих рыб. Пойманную добычу птицы, как правило, заглатывают ещё под водой.

## Размножение
Голуболицая олуша гнездится в маленьких колониях. Она откладывает 1—2 белых яйца на голый песчаный грунт. Обе родительских птицы высиживают кладку из яиц 45 дней, покрывая яйца перепонками своих ног и удерживая тепло. Из двух отложенных яиц, как правило развивается только одно. Если всё же развиваются оба яйца, птенец, проклюнувшийся на несколько дней раньше, вытесняет другое яйцо из гнезда.

## Фото

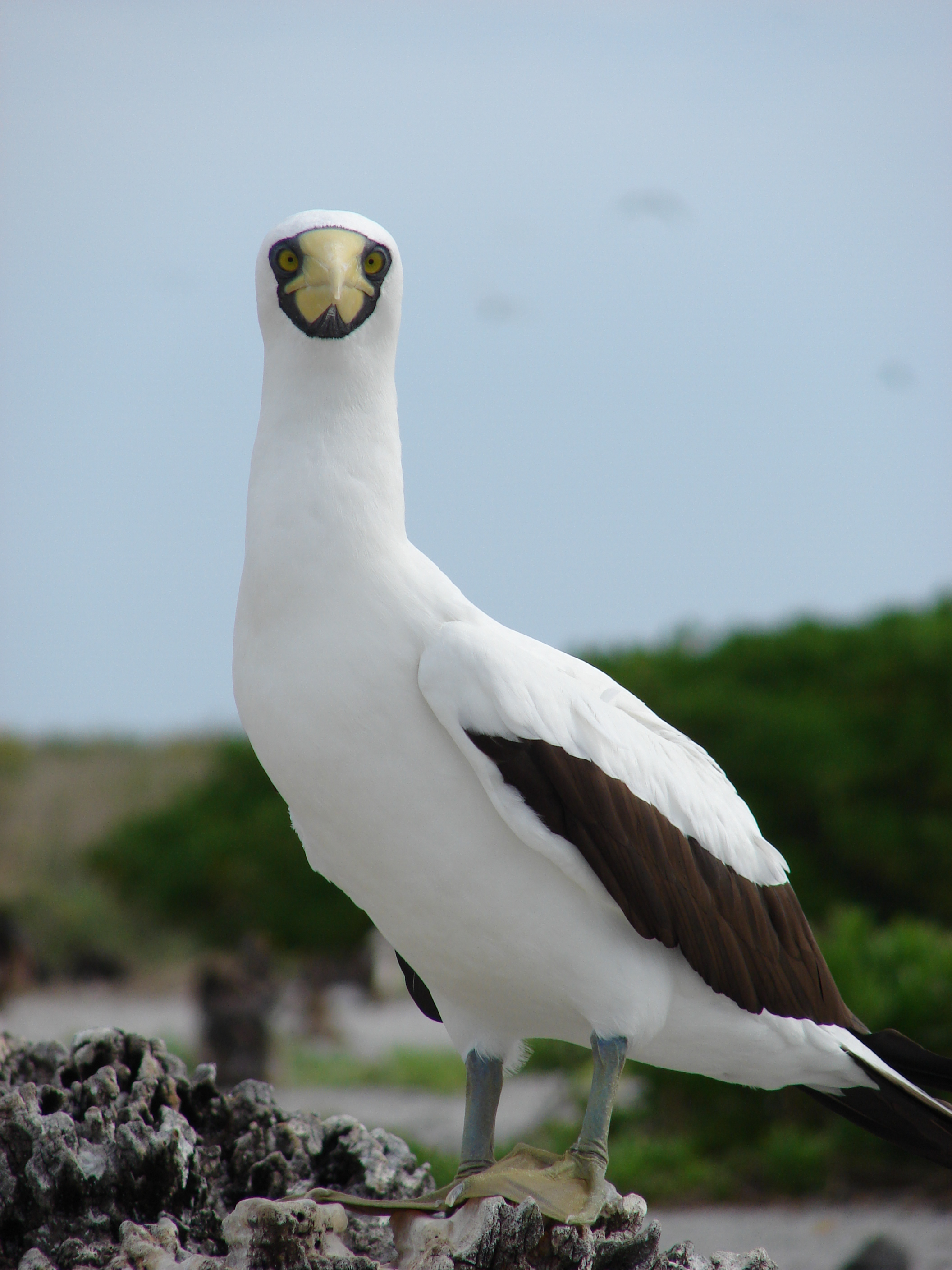
Олуша на атолле Мидуэй, Гавайские острова
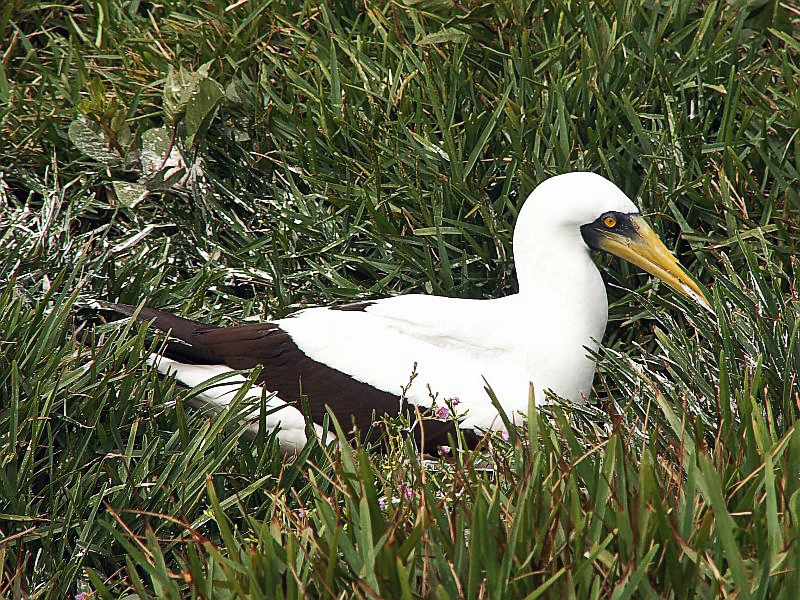
Гнездящийся на острове Аброльос подвид голуболицой олуши dactylatra
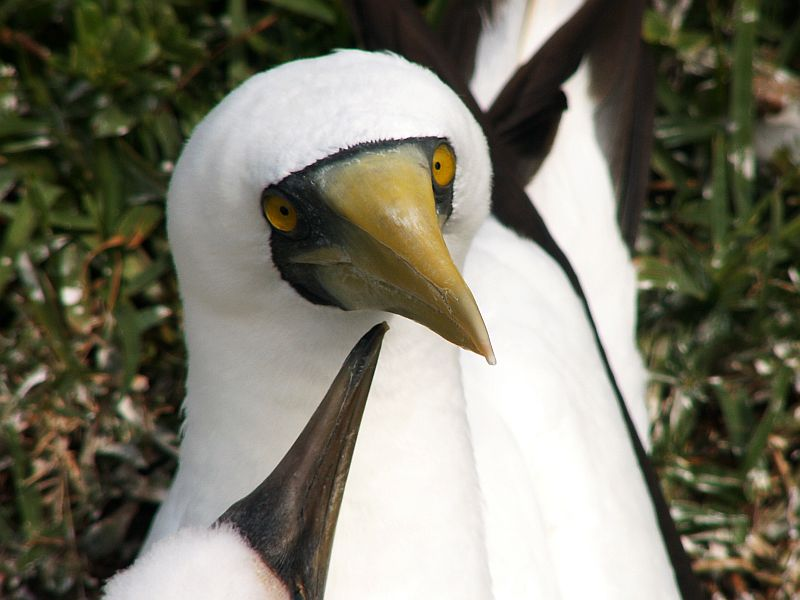
Подвид голуболицой олуши dactylatra с птенцом
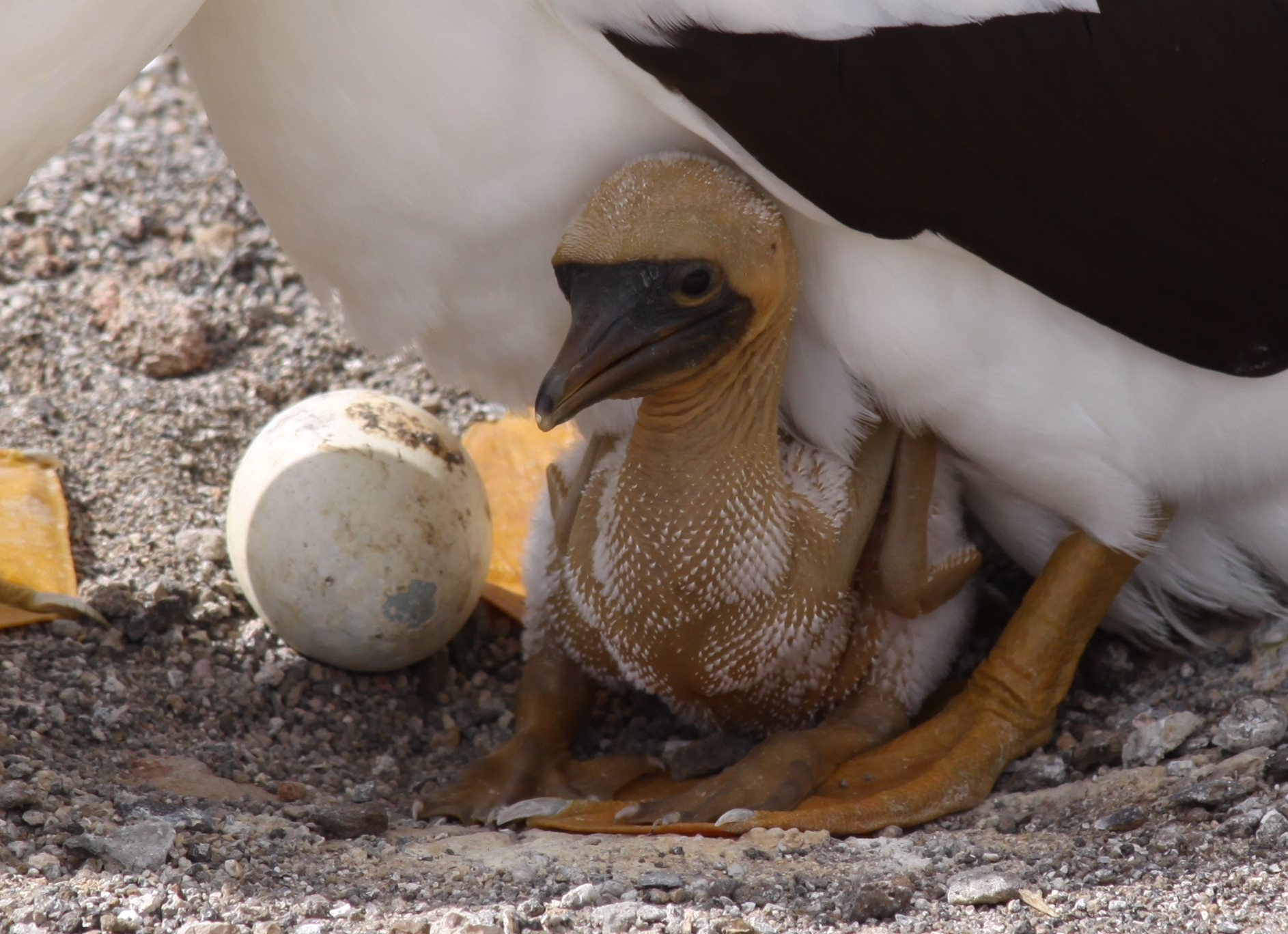
Птенец голуболицей олуши
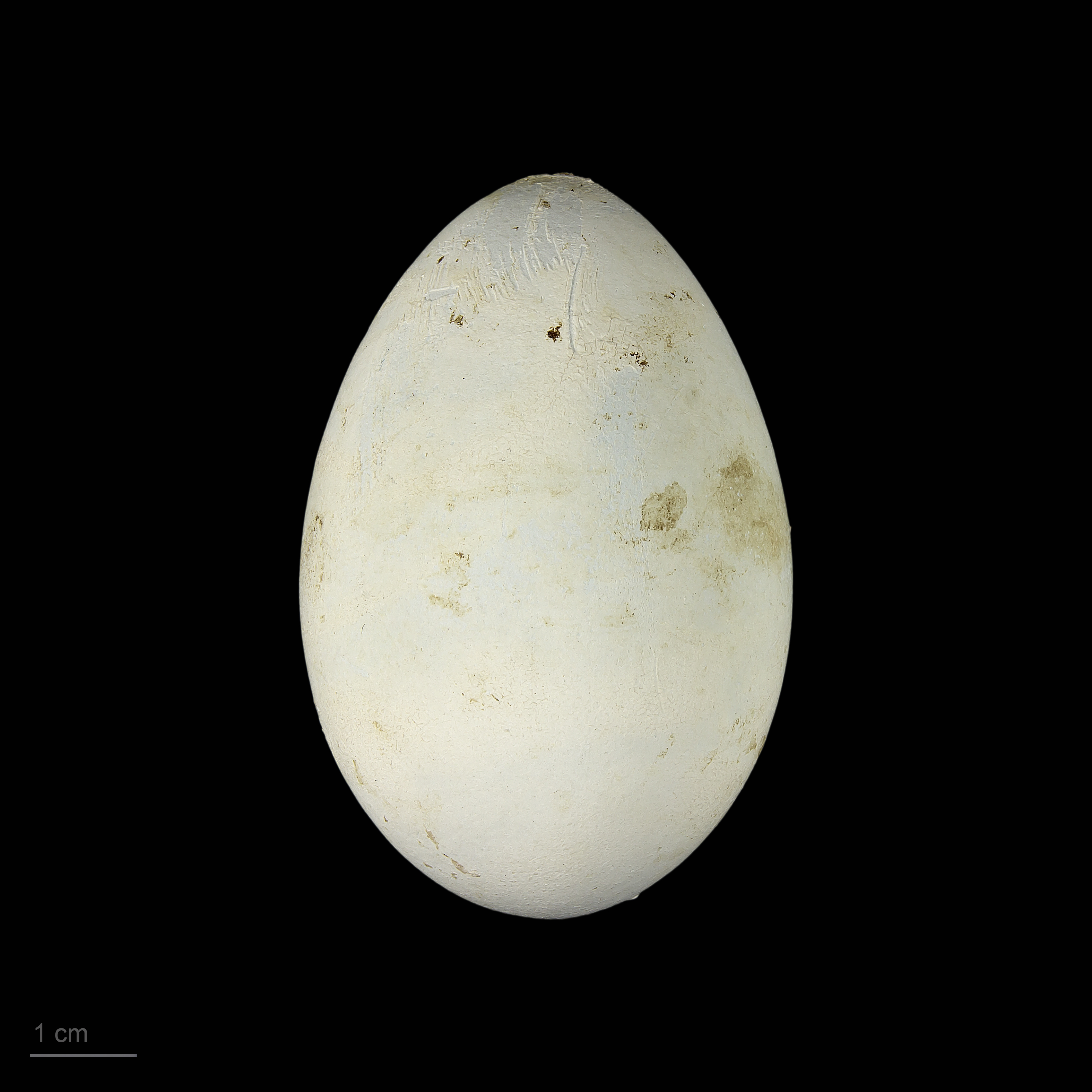
яйцо Sula dactylatra -  Тулузский музеум